# Gösta Theselius
Teodor Gösta Theselius, född 9 juni 1922 i Stockholm, död 24 januari 1976 på samma plats, var en svensk musikarrangör, kompositör och jazzmusiker (klarinett, tenorsaxofon och piano). 
Theselius var en framstående arrangör av jazz- och schlagermusik och han skrev arrangemag för bland annat Thore Ehrling och Sam Samsons orkestrar. Han var bror till musikern Hans Theselius. Bröderna är begravda på Norra begravningsplatsen utanför Stockholm.

## Filmmusik (urval)
- 1942 – Olycksfågeln nr 13
- 1951 – Uppdrag i Korea
- 1955 – Flicka i kasern
- 1955 – Paradiset
- 1956 – Suss gott
- 1956 – Främlingen från skyn
- 1956 – Flamman
- 1956 – Blånande hav
- 1957 – Med glorian på sned
- 1957 – Räkna med bråk
- 1960 – Kärlekens decimaler
- 1961 – Karneval
- 1961 – Två levande och en död

## Filmografi
- 1947 – Sången om Stockholm